# Laserpitium longiradium
Laserpitium longiradium är en flockblommig växtart som beskrevs av Pierre Edmond Boissier. Laserpitium longiradium ingår i släktet spenörter, och familjen flockblommiga växter. Inga underarter finns listade i Catalogue of Life.